# オレン・イフタチェル

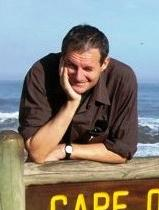
オレン・イフタチェル

オレン・イフタチェル（Oren Yiftachel、1956年 - ）はイスラエルの政治地理学者、都市計画家。イスラエル ネゲヴ・ベン＝グリオン大学、カーティン工科大学ほか、ペンシルベニア大学やコロンビア大学、カリフォルニア大学バークレー校や南アフリカケープタウン大学、ヴェネツィア大学などで教鞭をとる。
西オーストラリア大学卒業。元は大学では都市計画を専攻し、都市コンサルタントとして活動していた。最近ではイスラエル・エルサレムとパレスチナ自治区の地域計画と研究に携わるかたわら、パレスチナ問題に関する執筆提言を積極的に行っている。